# Гидрелиокс (дайвинг)
Ги́дрелиокс; русское название — КВГС (Кислородно-водородно-гелиевая смесь) — обозначение дыхательных газовых смесей для подводных погружений, состоящих из гелия, водорода и кислорода.
Гидрелиокс используется в глубоководной фазе погружения. За счёт удаления азота из смеси уменьшается токсичное действие газа. Однако, на больших глубинах начинает действовать так называемый водородный наркоз. В настоящее время данное семейство смесей используется исключительно для научных исследований. Максимальная глубина, на которой испытывался гидрелиокс, составила более 500 метров.
По причине взрывоопасности смеси водорода и кислорода (образуется один из гремучих газов) водород добавляется только в смеси с малым содержанием кислорода.